# Municipio de Pearl Creek
El municipio de Pearl Creek (en inglés: Pearl Creek Township) es un municipio ubicado en el condado de Beadle en el estado estadounidense de Dakota del Sur. En el año 2010 tenía una población de 107 habitantes y una densidad poblacional de 1,15 personas por km².

## Geografía
El municipio de Pearl Creek se encuentra ubicado en las coordenadas 44°14′20″N 98°2′2″O / 44.23889, -98.03389. Según la Oficina del Censo de los Estados Unidos, el municipio tiene una superficie total de 92,96 km², de la cual 92,96 km² corresponden a tierra firme y (0 %) 0 km² es agua.

## Demografía
Según el censo de 2010, había 107 personas residiendo en el municipio de Pearl Creek. La densidad de población era de 1,15 hab./km². De los 107 habitantes, el municipio de Pearl Creek estaba compuesto por el 99,07 % blancos y el 0,93 % eran de una mezcla de razas. Del total de la población el 1,87 % eran hispanos o latinos de cualquier raza.